# WTO防衛措施
WTO防衛措施是世界貿易組織（WTO）允許的一項緊急救濟手段，當一個國家因為不能預見的情況，發現進口商品大量增加，對於其國內的產業可能或已經造成嚴重損害時，可以採取使用:5。依據WTO防衛措施協定規定，施行的時間不得長於八年，而且必須對進口國加以補償。WTO在貨品理事會下設有防衛措施委員會，以確保會員國使用發動防衛措施時，是依照WTO的規範施行。防衛措施的實施對象是全球性的，因此，發動的次數比起其他的救濟辦法，例如反傾銷及平衡稅措施來得少。

## 發動條件
在關稅暨貿易總協定第十九條第一項A款中規定：「如因不可預見之發展或由於締約國基於本協定所負義務之效果，包括關稅減讓，某一產品並大量輸入該締約國，以致損及國內同類產品或直接競爭產品之製造商或有損害之虞，則該締約國對此項產品為防止或彌補損害，於必要時期及必要範圍內，得暫停履行本協定全部或一部之義務，取消或修正對該產品之關稅減讓」。在WTO成立之後，訂定了防衛措施協定，在第二條第一項中載明發動條件為：
1. 進口產品數量增加。在實務上，這個數量的增加必須有「最近、突然、急遽、明顯」的特色，但是該見解仍有討論空間。
2. 進口的增加的原因，是源自進口國沒有辦法預先評估的發展情況。
3. 進口方國內產業有受到嚴重損害，或有受到嚴重損害的疑慮。
4. 進口產品數量的增加與進口國所受到的損害之間，具有因果關係[1]:21-23[4]:16-21。

## 程序
防衛措施在發動之前，應該先經過透明及公開的調查，對利害關係國發出通知，使各國以及進出口商有機會提出意見及證據，最後公布調查報告。如果報告結果決定發動措施，必須將損害的證據、涉案的產品，還有預定施行的措施、開始日期、持續時間、逐步自由化的時間表等等資料，立即通知防衛措施委員會，並且提供諮商的機會:18-19。
受影響的出口國家將會在諮商過程中，與發動防衛的國家協議貿易補償的方式。如果30天內未達成協議，出口國可在90天內通知防衛措施委員會，包括實質減讓、其他義務都可暫停適用；如果仍未獲得適當補償，則可以取得報復的權利。但是防衛措施發動都合乎規定的情況下，在其有效期限的前三年內，都不可以採行報復:20。

## 其他不同適用對象的防衛措施
WTO的防衛措施是針對貨品貿易設計，然而，有一些特殊的協定中也類似的防衛條款。

### 農產品
農產品雖然也是貨品，但是有個特殊的地方：具季節性與易腐性。所以，一般需要較長時間進行調查程序的防衛措施，對於農產品受到損害的救濟會緩不濟急。在烏拉圭回合談判時，在農業協定（Agreement on Agriculture，AoA）第5條，明訂了特別防衛條款（Special Safeguard，SSG）。條款中規定農產品可以在「數量啟動」或「價格啟動」兩種方式擇一的情況下，啟動關稅保護。其啟動門檻與防衛措施，都是直接根據協定中的數學公式決定。

### 成衣與紡織
成衣與紡織的貿易，自1974年起已發展成複雜的協議網路，這些協議最後大多涵蓋於「多種纖維協定」（Multi-fiber Arrangement，MFA）中。但是，該協定的內容與關稅貿易總協定的規範並不相同，因此為了將兩者整合，在烏拉圭回合談判時制定了紡織品與成衣協定（Agreement on Textiles and Clothing，ATC），其中第6條規定了過渡性防衛措施，其發動的條件較為寬鬆，以便在MFA完全取消前，可以減輕進口國的壓力，最終目標還是希望能逐步過渡至關稅貿易總協定的規範:31-32。

### 服務貿易
服務貿易比起貨品貿易更加複雜，加上統計資料缺乏，因此防衛措施的必要性、可行性及實施方式爭議不斷。雖然歷經多次的談判，但直到烏拉圭回合結束，都無法制定出規則。所以服務貿易總協定中，沒有明確的防衛措施條款，只在第10條規定「在不歧視原則下進行多邊協商」，WTO的服務貿易理事會於是成立服務貿易規則工作小組（Working Party on GATS Rules，WPGR）負責規則之制訂。然而，儘管1995年7月WPGR第一次會議就將緊急防衛措施列為最優先討論的項目，但是始終無法獲得結論。目前只有幾個提案，：「東協草案（ASEAN Draft Agreement）」較完整，機制類似貨品貿易；澳洲的「核心機制提案（Elements for a possible "coremechanism" for temporary suspensi on or modification of commitments）」以及部分東協成員提出的「建立服務貿易緊急防衛機制適用的進一步思考（Further Thoughts on Emergency Safeguard Mechanism），則只擬出了基本的架構要素:32-33。